# Cmentarz prawosławny w Kopytowie
Cmentarz prawosławny w Kopytowie – cmentarz administrowany przez prawosławną parafię w Kopytowie.
W obrębie nekropolii znajduje się cerkiew św. Jana Teologa, wzniesiona w latach 30. XX wieku w związku ze zniszczeniem starszej świątyni prawosławnej, która nie przetrwała I wojny światowej. Na nadal czynnym cmentarzu przetrwały prawosławne nagrobki z przełomu XIX i XX wieku.
Obecnie (2016) trwa budowa ogrodzenia wokół cmentarza.

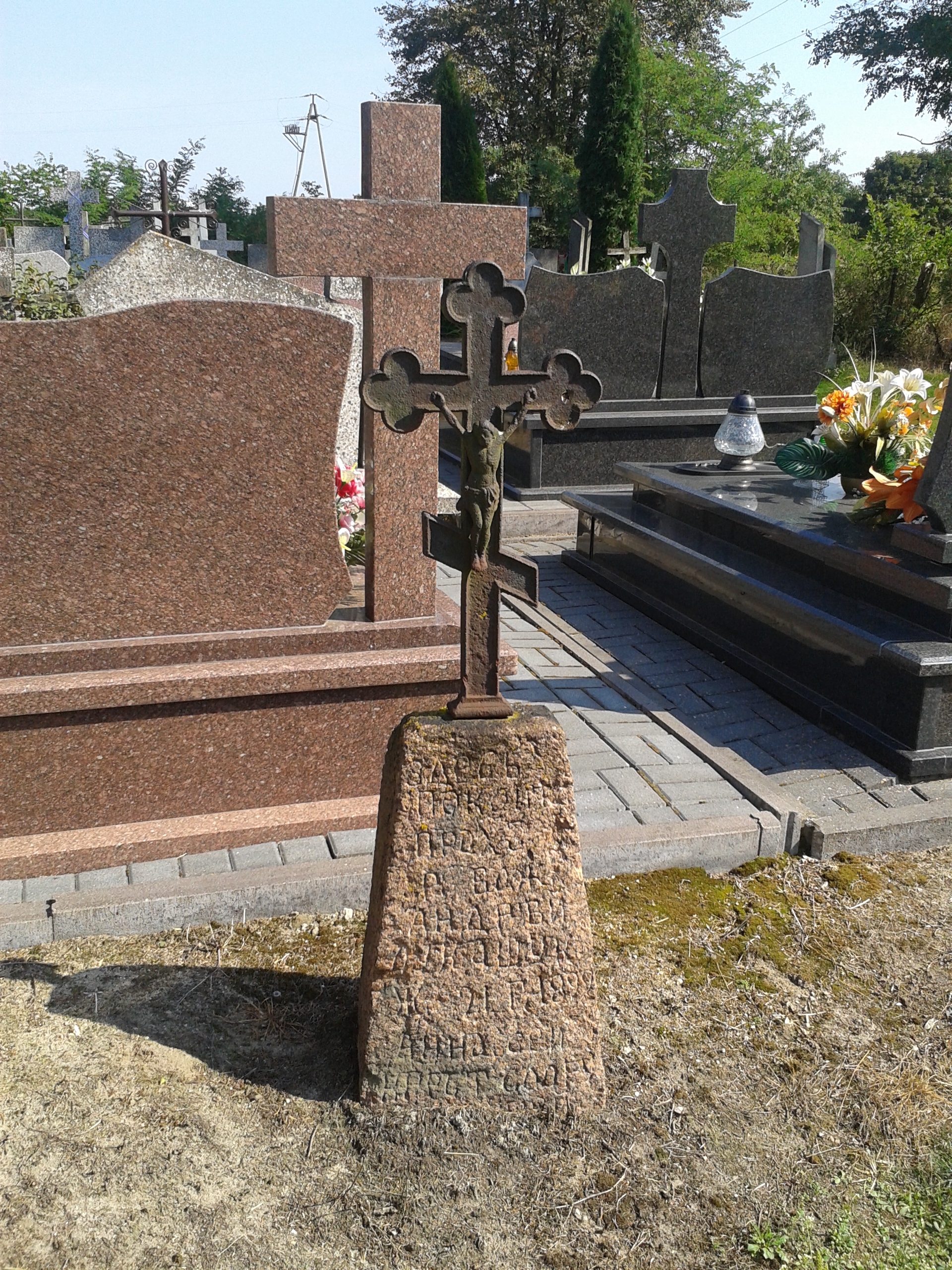
Nagrobek z 1899
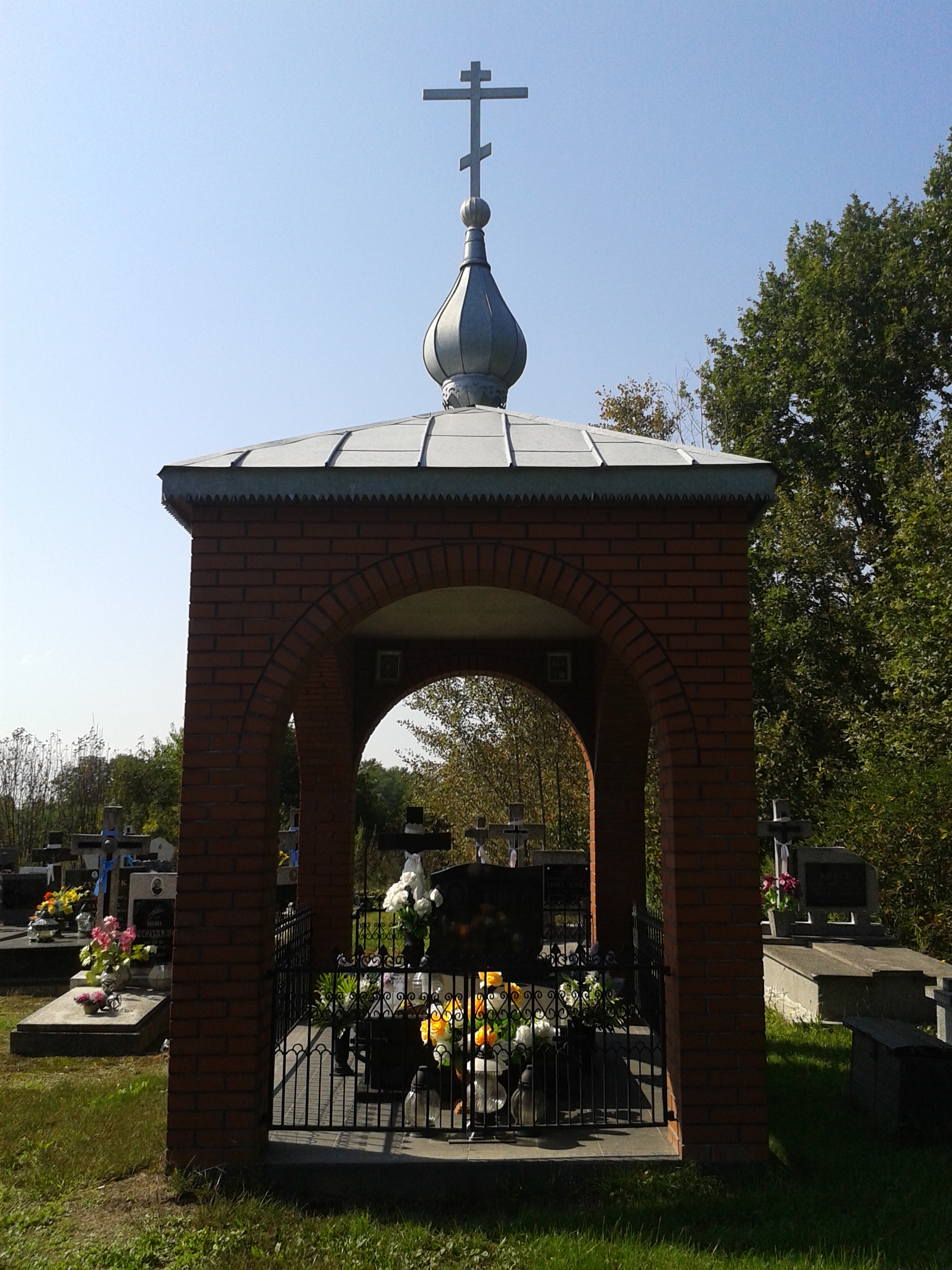
Współczesna prywatna kaplica nagrobna
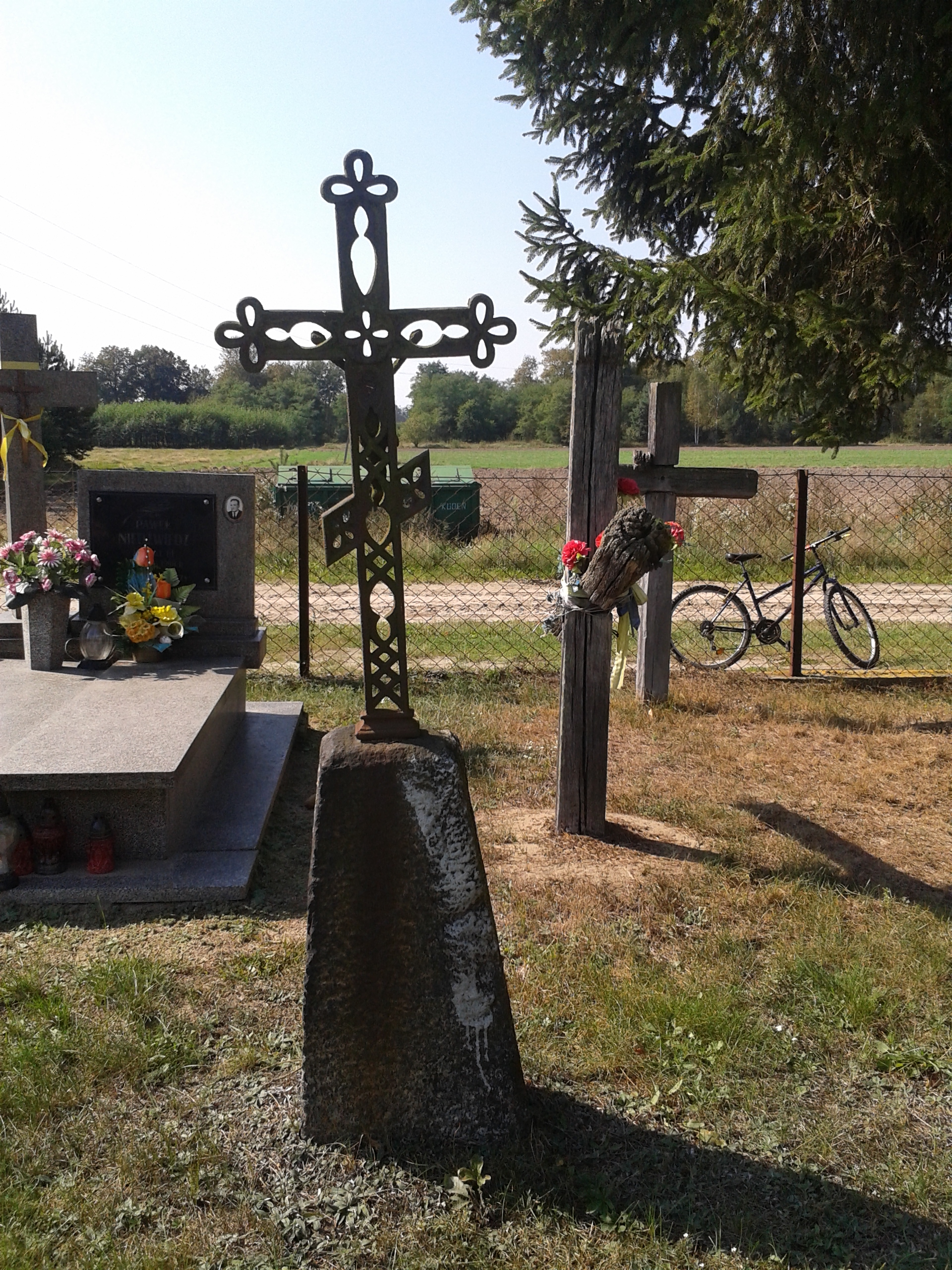
Starsze krzyże